# Beiro

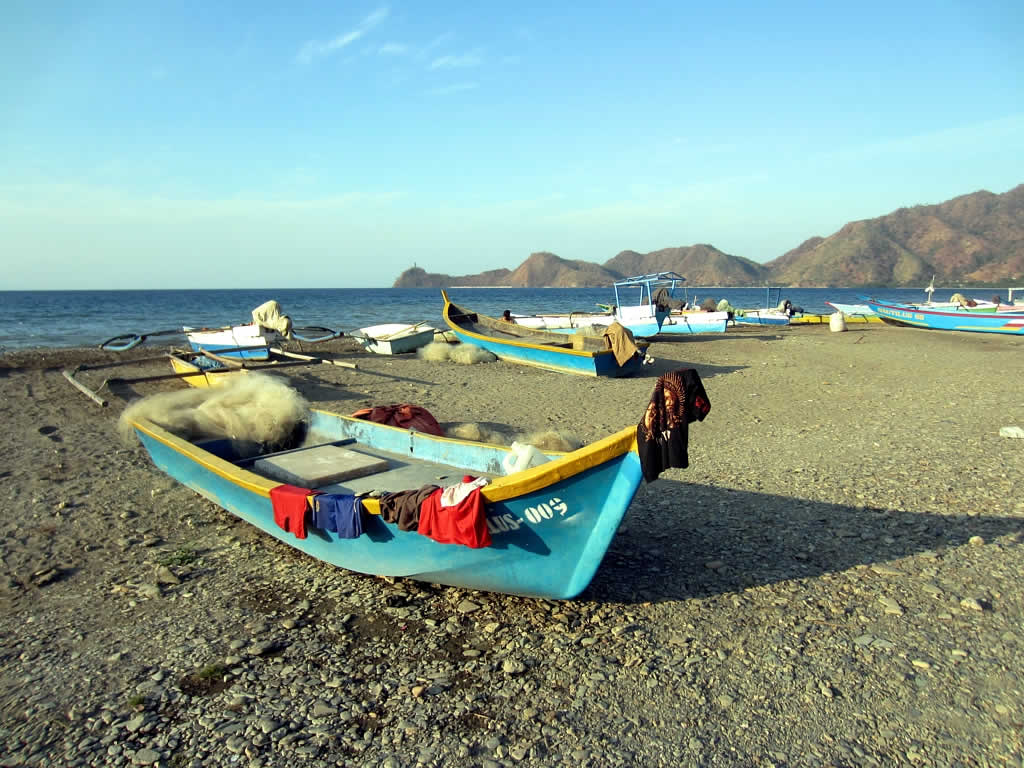
Ein Beiro in Dili

Ein Beiro ist ein Bootstyp in Osttimor, der zu den Pirogen gehört. Diese traditionellen Boote werden noch immer von lokalen Fischern für ihre Arbeit verwendet.
Grundlage der Boote bildet ein ausgehöhlter Baum, dessen Seitenwände mit Planken erhöht werden. Zur Stabilisierung dienen Ausleger. Beiros werden meist gerudert, manche Boote verfügen auch über ein Segel oder einen Außenbordmotor.
Ein Beiro ist auf der 25-Cent-Münze Osttimors abgebildet.

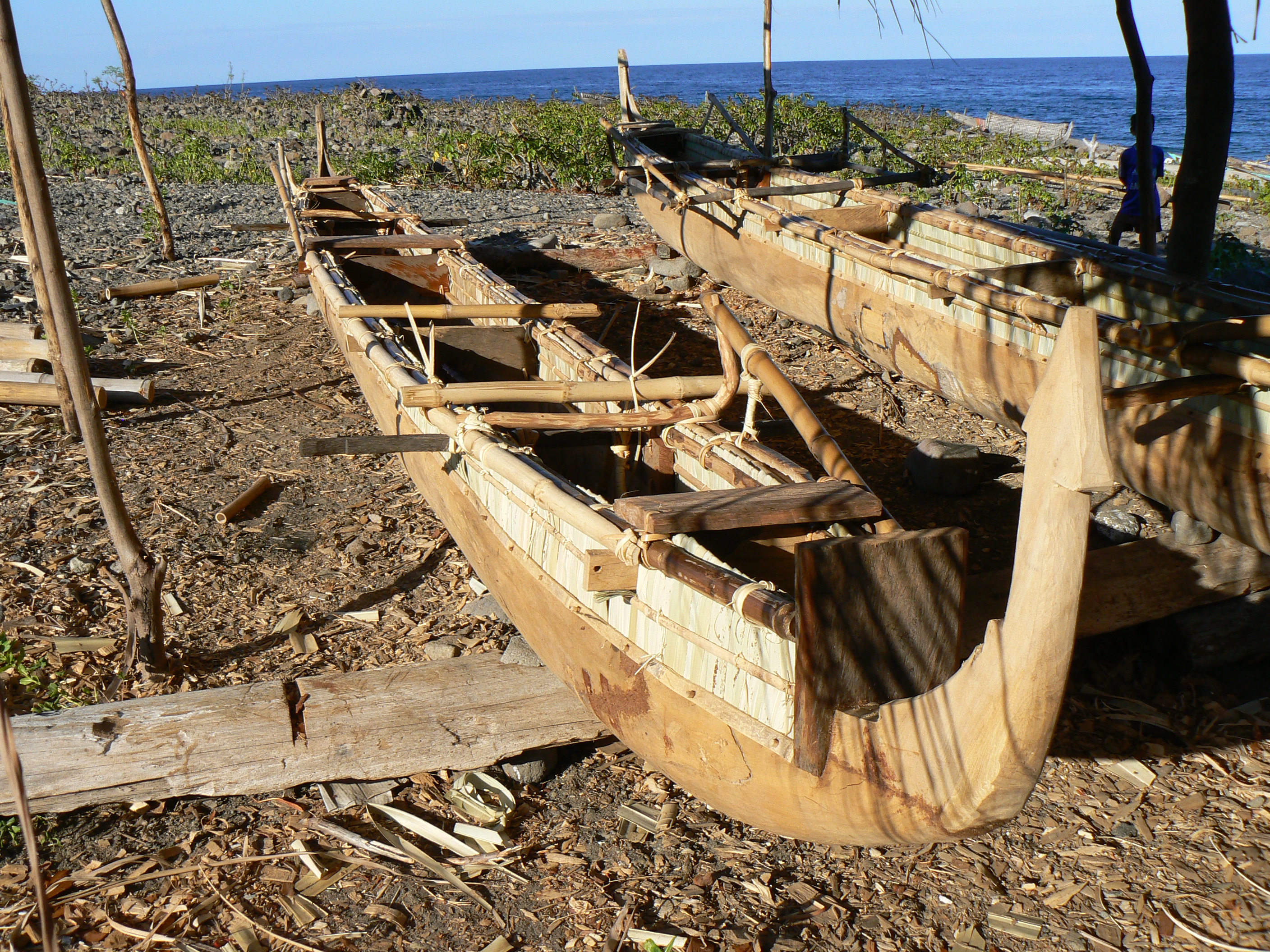
Beiro in Bau in Maquili
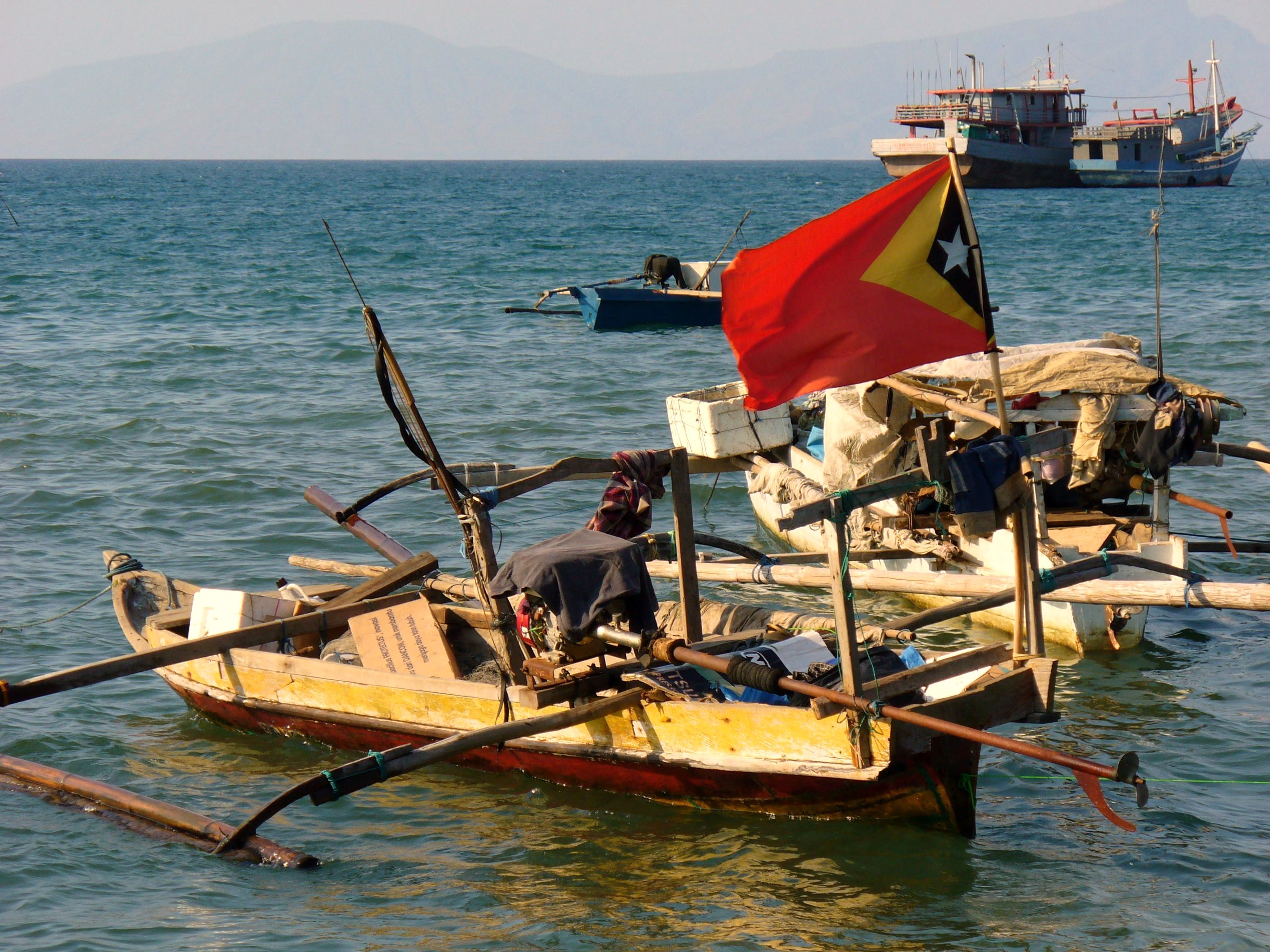
Beiro mit Nationalflagge und Motorantrieb
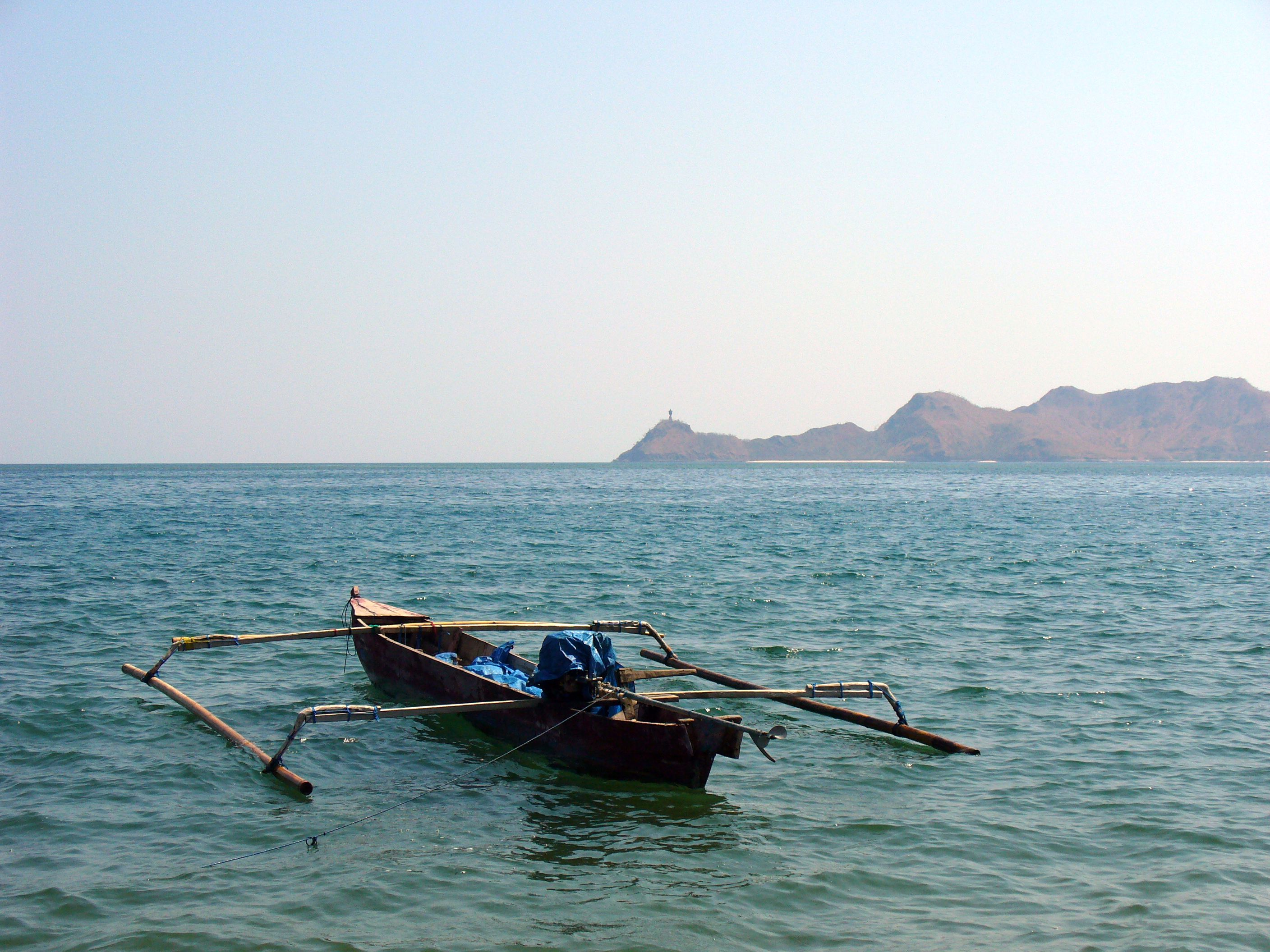
Die beiden Ausleger stabilisieren das Boot